# Nikšić
Nikšić (cirill betűkkel Никшић) Montenegró második legnagyobb városa a főváros, Podgorica után.

## Fekvése
A város Podgoricától 50 km-re, északnyugatra található. Nikšić „község” (Montenegró ún. községekre van felosztva) közel 80 000 lakossal és 2065 km² területtel rendelkezik, így ez a legnagyobb község az országban.

## Története
Már a 4. században létezett itt egy település, mely az Onogost nevet viselte. Az antik város maradványai ma is láthatóak. A 17. században keletkezett a mai várostól 10 km-re az Ostrog kolostor, mely innentől fogva Montenegró egyik legfontosabb lelki központja. Szent Vazilije alapította és tevékenységének fő helyszíne volt. A város másik fontos egyházi épülete a Saborna-templom (Szent Vazilijének szentelve), melyet egy park vesz körül.

## Nevezetességei
A város közelében három nagyobb tó - Krupać, Slano és Liverovići – található, melyek kedvelt célpontjai a kirándulóknak.
Nikšić ugyancsak híres a  Nikšićko pivo-ról, a nikšić-i sörről.

## Híres emberek
- Milo Đukanović, miniszterelnök (1998-2002, 2008-)
- Željko Šturanović, miniszterelnök (2006-2008)
- Milorad Peković, labdarúgó
- Mirko Vučinić, labdarúgó
- Nina Žižić, énekesnő

## Fordítás
- Ez a szócikk részben vagy egészben  a   Nikšić című német Wikipédia-szócikk fordításán alapul.  Az eredeti cikk szerkesztőit annak laptörténete sorolja fel. Ez a jelzés csupán a megfogalmazás eredetét és a szerzői jogokat jelzi, nem szolgál a cikkben szereplő információk forrásmegjelöléseként.
- Ez a szócikk részben vagy egészben  a   Nikšić című angol Wikipédia-szócikk fordításán alapul.  Az eredeti cikk szerkesztőit annak laptörténete sorolja fel. Ez a jelzés csupán a megfogalmazás eredetét és a szerzői jogokat jelzi, nem szolgál a cikkben szereplő információk forrásmegjelöléseként.